# Henri Colfs
Henri Louis François Jules Colfs, né le 1er décembre 1864 à Anvers et décédé à Grimbergen le 3 juin 1936 fut un homme politique flamand  catholique.
Henri Colfs fut lecteur d'épreuves.
Il fut élu député de l'arrondissement de Bruxelles (1894-1919). En février 1895, il faisait partie de la Commission des XXI pour l'examen du projet de loi relatif à l'annexion du Congo par la Belgique.